# NGC 1222
NGC 1222 é uma galáxia elíptica (E-S0) localizada na direcção da constelação de Eridanus. Possui uma declinação de -02° 57' 20" e uma ascensão recta de 3 horas, 08 minutos e 56,9 segundos.
A galáxia NGC 1222 foi descoberta em 5 de Dezembro de 1883 por Édouard Jean-Marie Stephan.